# (33752) 1999 RM36
1999 RM36 (asteroide 33752) é um asteroide da cintura principal. Possui uma excentricidade de 0.20763110 e uma inclinação de 18.07882º.
Este asteroide foi descoberto no dia 12 de setembro de 1999 por Crni Vrh em Crni Vrh.